# Justin Braun
Justin Timothy Braun, född 10 februari 1987, är en amerikansk professionell ishockeyspelare som spelar för Philadelphia Flyers i NHL.
Han har tidigare spelat på NHL-nivå för New York Rangers, Philadelphia Flyers och San Jose Sharks och på lägre nivåer för Worcester Sharks i AHL och UMass Amherst i NCAA.

## Klubblagskarriär

### NHL

#### San Jose Sharks
Braun draftades i sjunde rundan i 2007 års draft av San Jose Sharks som 201:a spelare totalt.

#### Philadelphia Flyers
Den 18 juni 2019 tradades han till Philadelphia Flyers i utbyte mot ett draftval i andra rundan, 41:a valet totalt, i NHL-draften 2019 och ett draftval i tredje rundan 2020.

## Privatliv
Braun är gift med dottern till ishockeyspelaren Tom Lysiak som spelade för Atlanta Flames och Chicago Blackhawks mellan 1973 och 1986.